# Валя-Бразілор
Валя-Бразілор (рум. Valea Brazilor) — село у повіті Арджеш в Румунії. Входить до складу комуни Бейкулешть.
Село розташоване на відстані 130 км на північний захід від Бухареста, 25 км на північний захід від Пітешть, 105 км на північний схід від Крайови, 98 км на південний захід від Брашова.

## Населення
За даними перепису населення 2002 року у селі проживала 631 особа.
Національний склад населення села:
| Національність | Кількість осіб | Відсоток |
| -------------- | -------------- | -------- |
| румуни         | 574            | 91,0%    |
| цигани         | 57             | 9,0%     |

Рідною мовою назвали:
| Мова      | Кількість осіб | Відсоток |
| --------- | -------------- | -------- |
| румунська | 587            | 93,0%    |
| циганська | 44             | 7,0%     |